# Pennigsberg (Königs Wusterhausen)
Der Pennigsberg ist eine 48 m ü. NHN hohe Erhebung bei Deutsch Wusterhausen, einem Ortsteil der Stadt Königs Wusterhausen im Landkreis Dahme-Spreewald in Brandenburg.
Die Erhebung liegt östlich des Dorfzentrums und dort unmittelbar westlich der Bundesstraße 179, die von Norden kommend in südlicher Richtung verläuft. Sie wird von der Chausseestraße gekreuzt, die von Ragow kommend durch Deutsch Wusterhausen in Richtung Königs Wusterhausen verläuft. Westlich des Pennigsberg liegen der 53,6 m ü. NHN hohe Weinberg sowie der 51,3 m ü. NHN hohe Hortenberg.